# Іоанн IV Постник
Іоа́нн IV По́стник, також Іоан (Іван) IV Посник (грец. Ιωάννης Δ΄ Νηστευτής, ? — 2 вересня 595) — константинопольський патріарх з 582 року, святий. Православна церква зараховує його до лику святих, день якого відзначається 2 вересня.

## Життєпис
Належав до роду ремісників середніх статків. За різними відомостями народився у Константинополі або Каппадокії. На останнє вказує його прізвисько Каппадокійський, яким Іван користувався тривалий час. Навчався ремеслу різьбяра, потім займався обробкою золота. На отриманні гроші отримав класичну освіту. З юних років цікавився аскетичним способом життя, прийняв чернецтво. За патріаршества Івана III його було введено до складу кліру собору та патріаршого відомства Св. Софії у Константинополі. Потім обіймав посади сакелларія (очільника патріаршої скарбниці) та патріаршого вікарія над монастирями. До 582 року введено у сані диякона собору Св. Софії.
11 квітня 582 року після смерті патріарха Євтихія за пропозицію імператора Тиберія II Костянтина обирається новим очільником Константинопольського патріархату. У 583 року якогось Павла було звинувачено у чаклунстві і на вимогу Івана IV публічно страчений. 14 серпня 582 року провів коронацію Маврикія як співімператора смертельно хворого на Тиберія II, який невдовзі помер. Надалі патріарх підтримував Маврикія у його прагненні зміцнитися на престолі та закріпити владу за своєю родиною. Невдовзі коронував імперотом-автократом Маврикій і благословив його весілля з Костянтиною, донькою Тиберія II.
У 588 році скликав помісний Собор в Константиполі, на якому були присутні патріархи Євлогій Александрійський, Григорій І Антіохійській і Іван IV Єрусалимський. Собор розглянув справу патріарха Григорія Антіохійського, який був залучений у конфлікт із Астерієм, комітом Сходу, та частиною своєї пастви. Антіохійці звинувачували патріарха в таємному ідолопоклонстві, співмешканні з сестрою, у підбурюванні до міських заворушень. Патріарх Григорій вимагав церковного суду і з цією метою прибув до столиці. Собор зняв з патріарха Григорія всі звинувачення, і невдовзі патріарх повернувся на престол до Антіохії. Собор також підтвердив законність використання Константипольським патріархом титулу «Вселенський» (грец. οἰκουμενικὸς), який вперше з'явився за Івана II, але використовувався нерегулярно. Соборна постанова закріпила його наявність у патріаршій титулатурі. Легалізація титулу викликала ускладнення у відносинах з папами римськими Пелагієм II та Григорієм I, які вбачали у титулі «Вселенський» посягання на прерогативи Римського престолу як головного серед церков. Останній у листах до Івана IV, патріархам Євлогію Александрійському та Анастасію Антіохійському, імператриці Костянтині, архієпископу Євсевію Фессалонікійському неодноразово протестував проти «нововведення» в титулатурі Константипольських патріархів. Проте патріарх діяв за підтримки імператора Маврикія та постанови Константинопольського собору 588 року не піддавалися перегляду. Тому у відповідь Григорій I почав вживати титул «раб рабів Божих» (лат. servus servorum Dei).
26 березня 590 року коронував сина Маврикія — Феодосія — як співімператора та спадкоємця. У 590—591 роках виступив проти походу візантійських військ у Месопотамію та відновлення на троні шахиншаха Хосрова II, оскільки вважав, що цей договір не принесе вигод імперії.
Наприкінці 592 або на початку. 593 року патріарший синод на чолі з Іваном IV розглянув справи Іоанна Халкедонського, звинуваченого в єресі маркіонітів, та групи ченців з Ісаврії, які підозрювалися у пелагіанстві. Обвинувачені були відлучені від церкви як єретики. Проте Папський престол висловив невдоволення цим рішенням собору. У 593 році папа римський Григорій I суворо звинуватив Івана IV за те, що він дозволив побити мотузками ісаврійського пресвітера Анастасія, якого звинуватили в маніхействі.

## Творчість
З його доробку відомо декілько гомілій, з яких збереглася лише гомілія «Про покаяння, помірність і дівоцтво», що входила до збірки проповідей Псевдо-Іоанна Золотоустого. Встановлено, що гомілія складена із цитат проповідей самого Іоанна Золотоуста. Гомілія відома в коптському, сирійському та церквонослов'янських перекладів.
Відома низка канонічних збірників в області церковного права, основу яких станвоить «Епітімійні канони».
Тексти листів патріарха Григорію I, єпископу Леандру Севільському втрачено.

## Характер
Був простий і ввічливий у спілкуванні, відрізнявся крайнім аскетизмом, через що його тіло висохло майже до кісток. Згідно з одним з розповідів, напередодні свята П'ятидесятниці на іподромі було призначено кінне шоу. Патріарх визнав неприпустимим відвідування пастви. За ревною молитвою Івана IV піднялася страшна гроза з дощем і градом, так що всі в страху розбіглися і усвідомили недоречність такої розваги.
У низці візантійських хронік представлений твердим захисником православ'я, який незмінно жорстко ставився до відступників і єретиків, особливо монофізитів.